# 地位未定

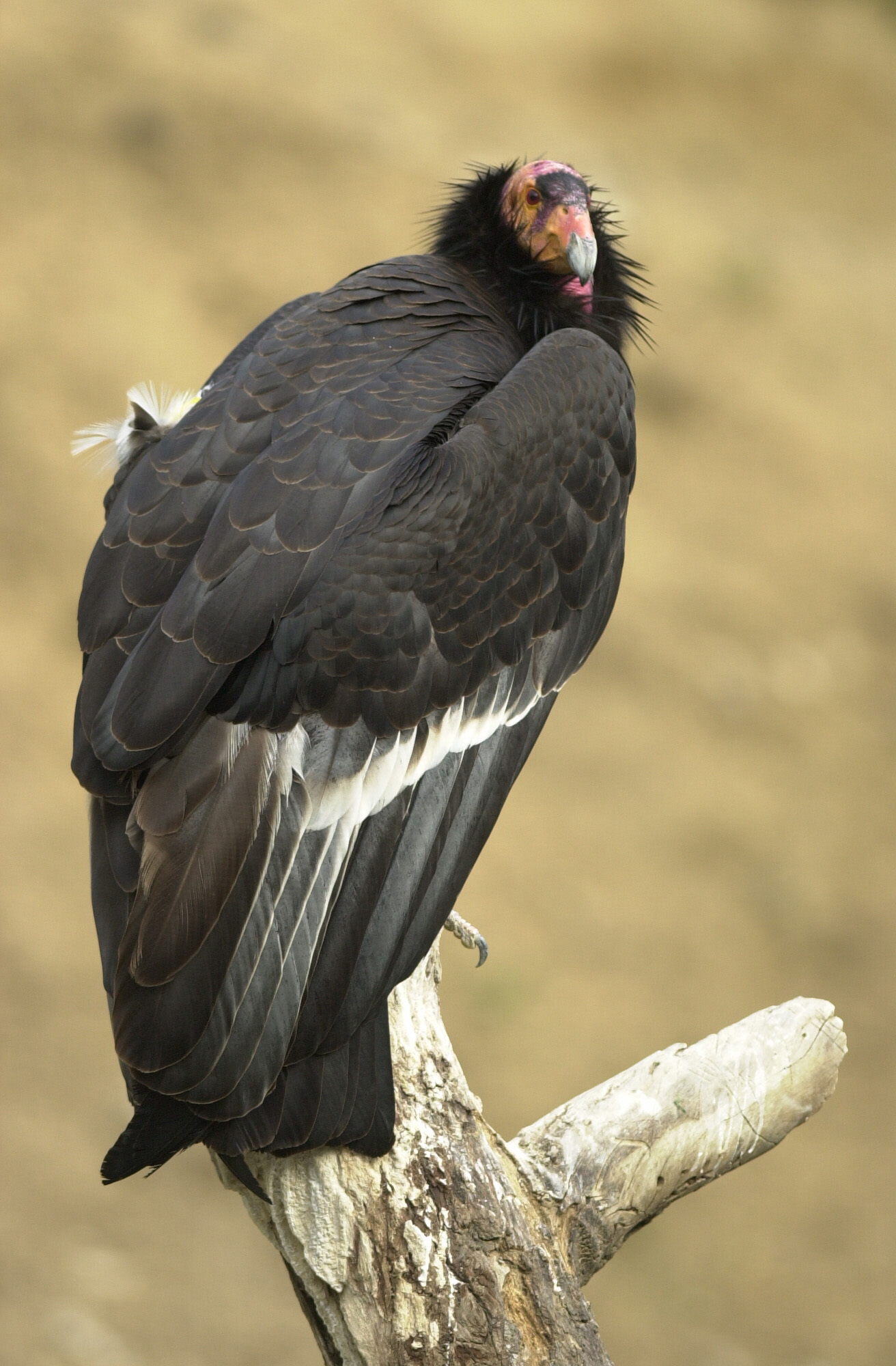
新大陸禿鷲像是加州神鷲，就定為地位未定目直到新大陸禿鷲之新"目"確認為止。

地位未定（拉丁語：Incertae sedis）是一個生物分類學上的術語，意指「所處位置不明」，也就是某一分類群與其他分類群在分類學上的大致關係尚未確定。舉例而言，假如人屬（Homo）是一個新發現的屬，而此屬與同在人科（Hominidae）中的其他屬之關係未明，便可稱之Incertae sedis。

## 外部連結
- 维基词典中的词条「地位未定」
- 维基共享资源上的相關多媒體資源：地位未定